# Eerste klasse schaken 1932/33
Het Eerste Klasse-seizoen 1932/33 was het dertiende seizoen van de Eerste klasse, destijds de hoogste schaakcompetitie in Nederland. Er werd gestreden door zes teams van schaakverenigingen in Nederland om het landskampioenschap van Nederland. De Amsterdamsche Schaakclub met onder meer Max Euwe, Lodewijk Prins en Gerard Kroone in haar gelederen werd voor de achtste keer in haar geschiedenis landskampioen.
De Nieuwe Rotterdamsche Schaakvereeniging, dat laatste was geëindigd moest play-off-wedstrijden spelen tegen het Leidsch Schaakgenootschap dat het algeheel kampioenschap van de Tweede Klasse had gewonnen. NRSV won beide confrontaties en wist zich derhalve te handhaven.

## Eindstand[2]
| # | Team    | MP | BP  | 1  | 2  | 3  | 4  | 5  | 6  |
| - | ------- | -- | --- | -- | -- | -- | -- | -- | -- |
| 1 | ASC     | 8  | 31  | -- |    |    |    |    | 6  |
| 2 | VAS     | 8  | 27½ |    | -- | 5½ |    |    |    |
| 3 | DD      | 7  | 32  |    | 4½ | -- |    |    |    |
| 4 | Bussum  | 4  | 23  |    |    |    | -- | 6½ |    |
| 5 | Utrecht | 2  | 16  |    |    |    | 3½ | -- |    |
| 6 | NRSV    | 1  | 20½ | 4  |    |    |    |    | -- |

### Legenda
|  | Landskampioen          |
|  | Play-off om degradatie |

Eerste klasse

1920/21 · 1921/22 · 1922/23 · 1923/24 · 1924/25 · 1925/26 · 1926/27 · 1927/28 · 1928/29 · 1929/30 · 1930/31 · 1931/32 · 1932/33 · 1933/34 · 1934/35 · 1935/36 · 1936/37 · 1937/38 · 1938/39 · 1939/40 · 1940/41 · 1941/42
Hoofdklasse

1942/43 · 1943/44 · 1944/45 · 1945/46 · 1946/47 · 1947/48 · 
1948/49 · 1949/50 · 1950/51 · 1951/52 · 1952/53 · 1953/54 · 1954/55 · 1955/56 · 1956/57 · 1957/58 · 1958/59 · 1959/60 · 1960/61 · 1961/62 · 1962/63 · 1963/64 · 1964/65 · 1965/66 · 1966/67 · 1967/68 · 1968/69 · 1969/70 · 1970/71 · 1971/72 · 1972/73 · 1973/74 · 1974/75 · 1975/76 · 1976/77 · 1977/78 · 1978/79 · 1979/80 · 1980/81 · 1981/82 · 1982/83 · 1983/84 · 1984/85 · 1985/86 · 1986/87 · 1987/88 · 1988/89 · 1990/91 · 1991/92 · 1992/93 · 1993/94 · 1994/95 · 1995/96
Meesterklasse

1996/97 · 1997/98 · 1998/99 · 1999/00 · 2000/01 · 2001/02 · 2002/03 · 2003/04 · 2004/05 · 2005/06 · 2006/07 · 2007/08 · 2008/09 · 2009/10 · 2010/11 · 2011/12 · 2012/13 · 2013/14 · 2014/15 · 2015/16 · 2016/17 · 2017/18· 2018/19 · 2019/20 · 2020/21 · 2021/22 · 2022/23 · 2023/24 · 2024/25